# Trachypithecus obscurus
Trachypithecus obscurus là một loài động vật có vú trong họ Cercopithecidae, bộ Linh trưởng. Loài này được Reid mô tả năm 1837.

## Hình ảnh

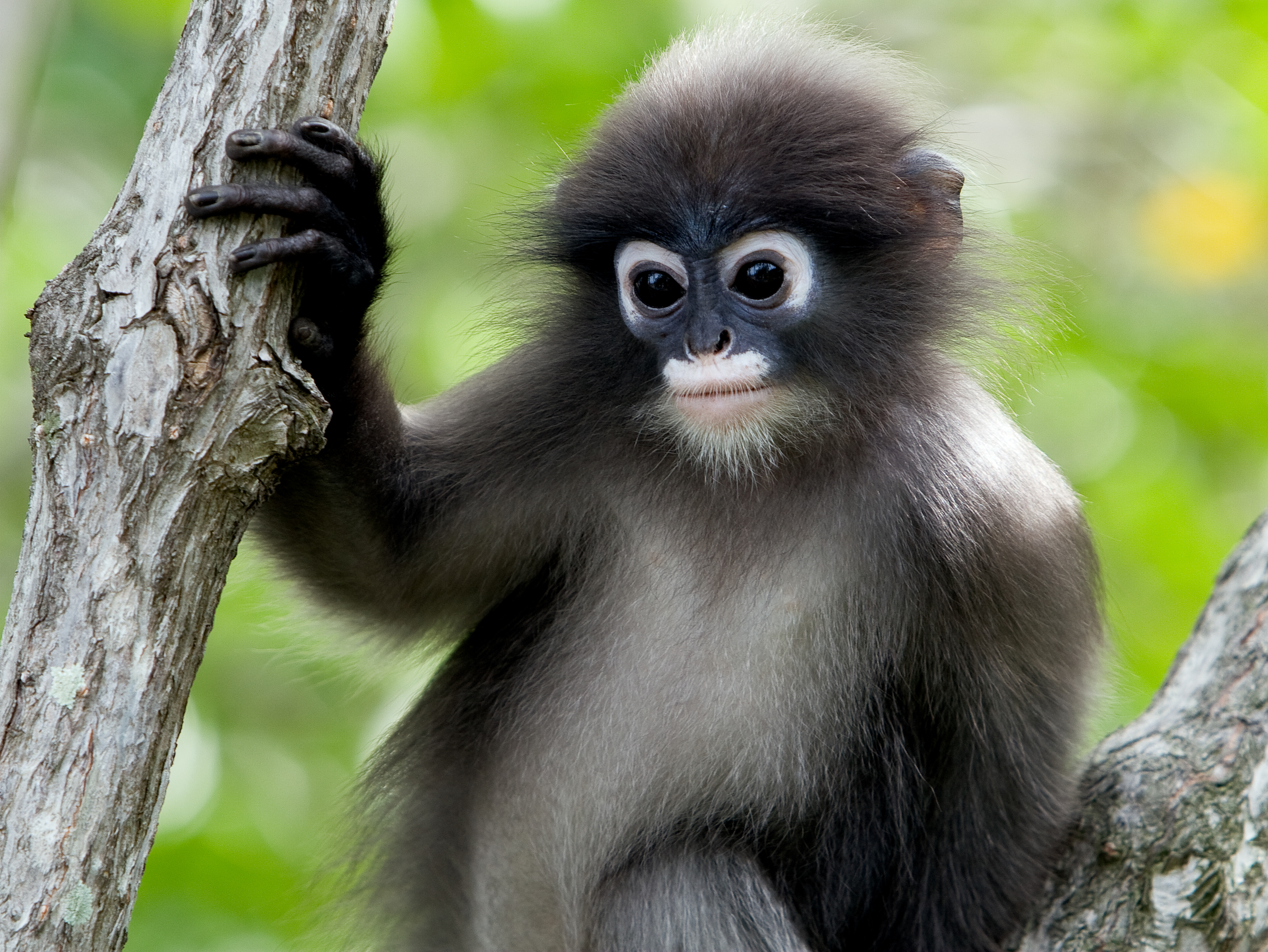
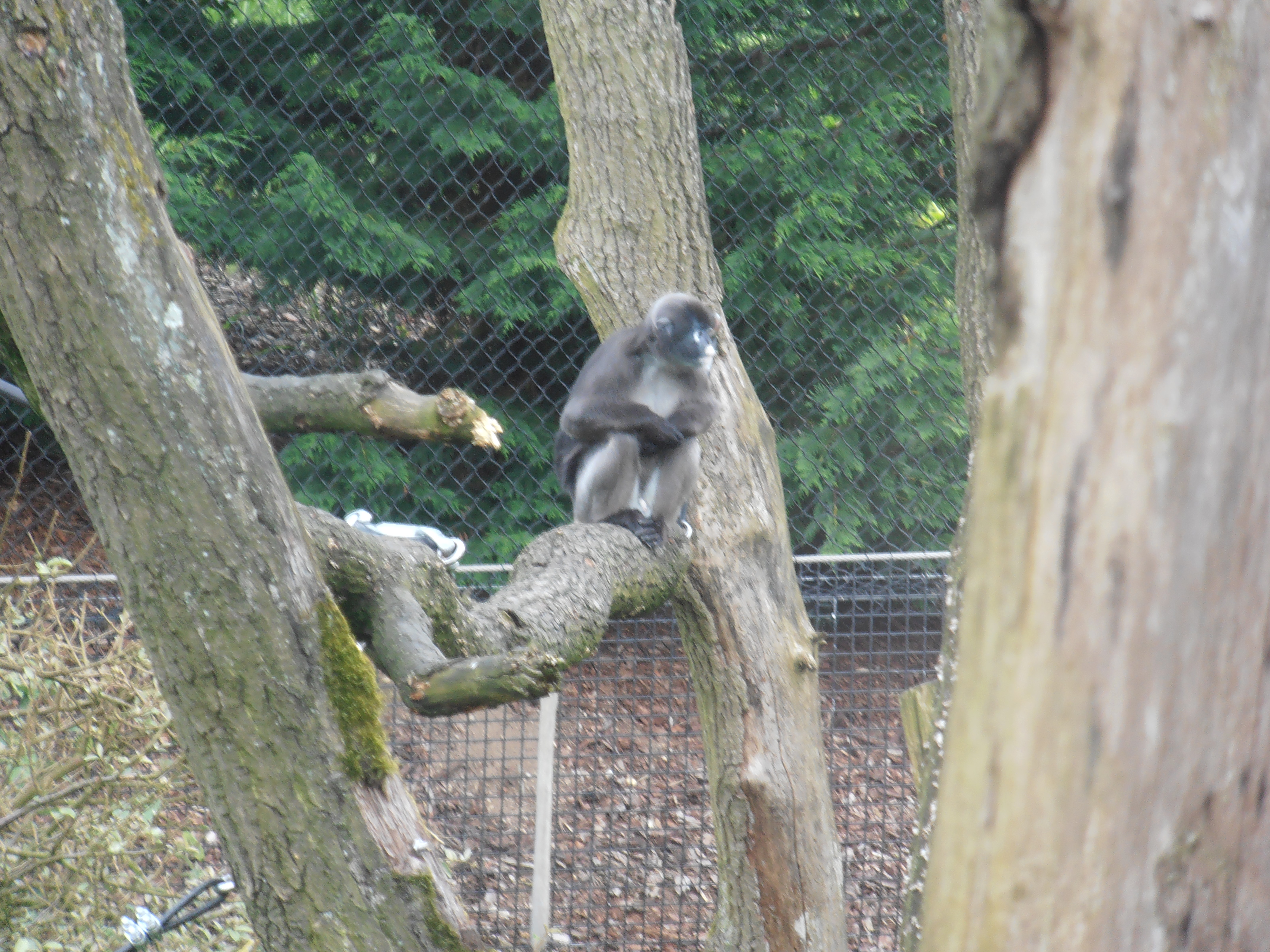
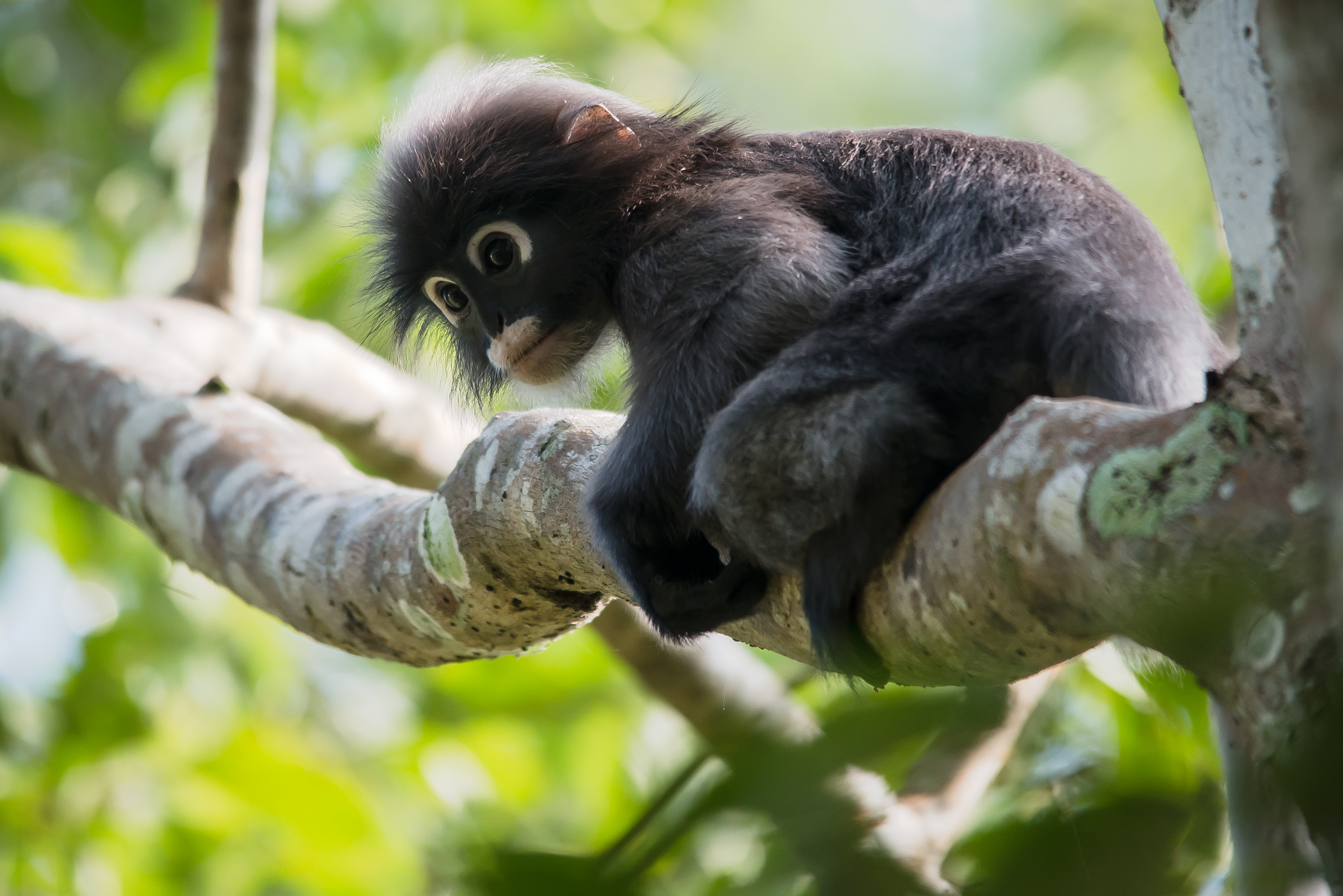